# 1000 Micrograms of the Miracle Workers
1000 Micrograms of the Miracle Workers è un EP della band garage rock statunitense dei Miracle Workers, pubblicato nel 1984 dalla Sounds Interestings Records. Dopo l'esordio del 1983 con l'EP Miracle Workers, la band continua anche in questo lavoro la ripresa dei suoni tipicamente anni sessanta di band come Sonics e MC5, con pezzi veloci e graffianti, che vengono "addolciti" dalla presenza delle tastiere.

## Formazione
- Gerry Mohr - voce
- Matt Rogers - chitarra
- Joel Barnett - basso
- Gene Trautmann - batteria
- Denny Demiankow - tastiere

## Tracce
1. Hang Up
2. Too Many People
3. Change in Style
4. Waiting
5. Lies Lies
6. You Knock Me Out